# Anton Hanak

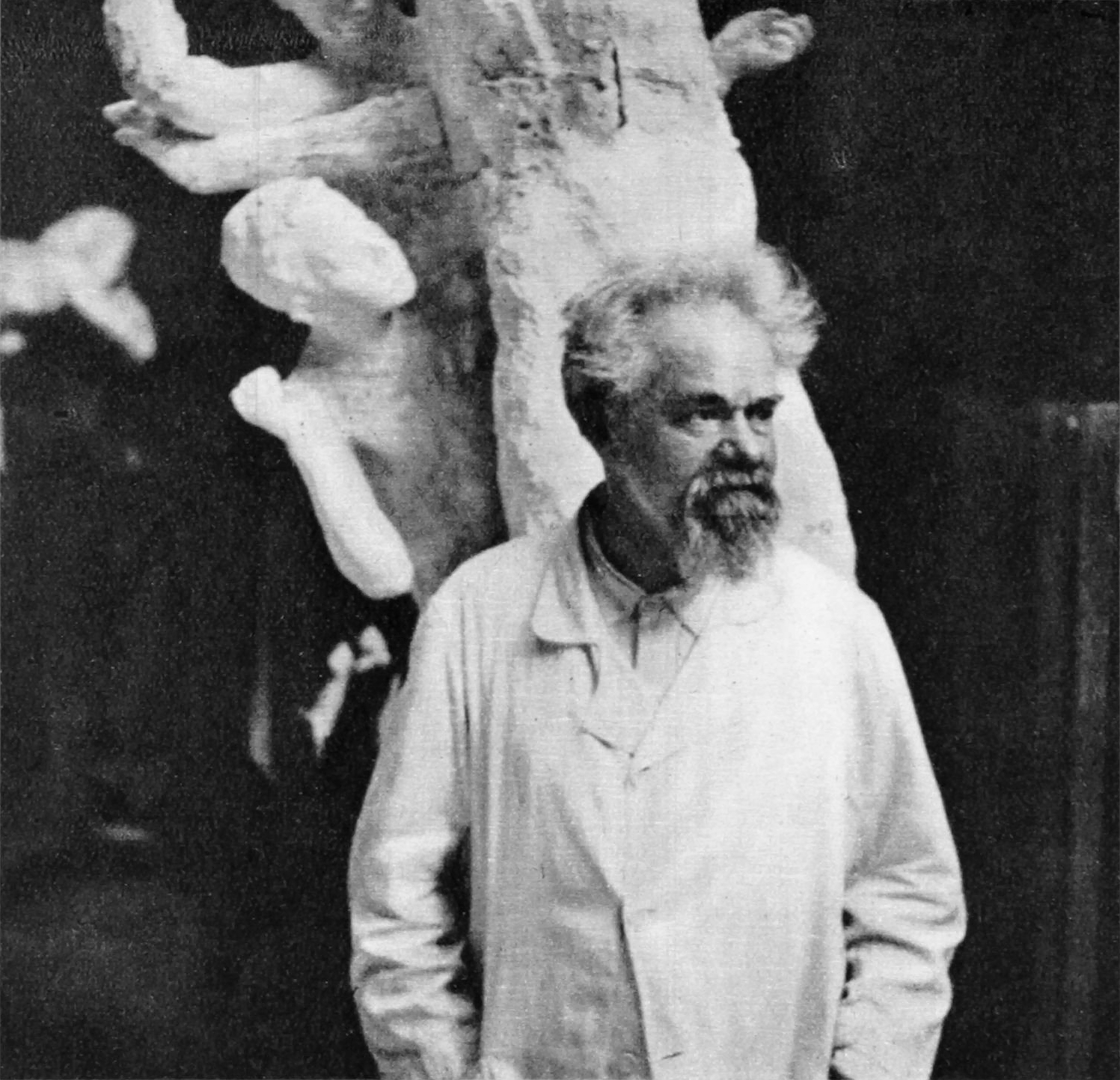
Otto Skall: Anton Hanak, ca. 1933

Anton Hanak (* 22. März 1875 in Brünn, Österreich-Ungarn; † 7. Jänner 1934 in Wien) war ein österreichischer Bildhauer.

## Leben und Wirken

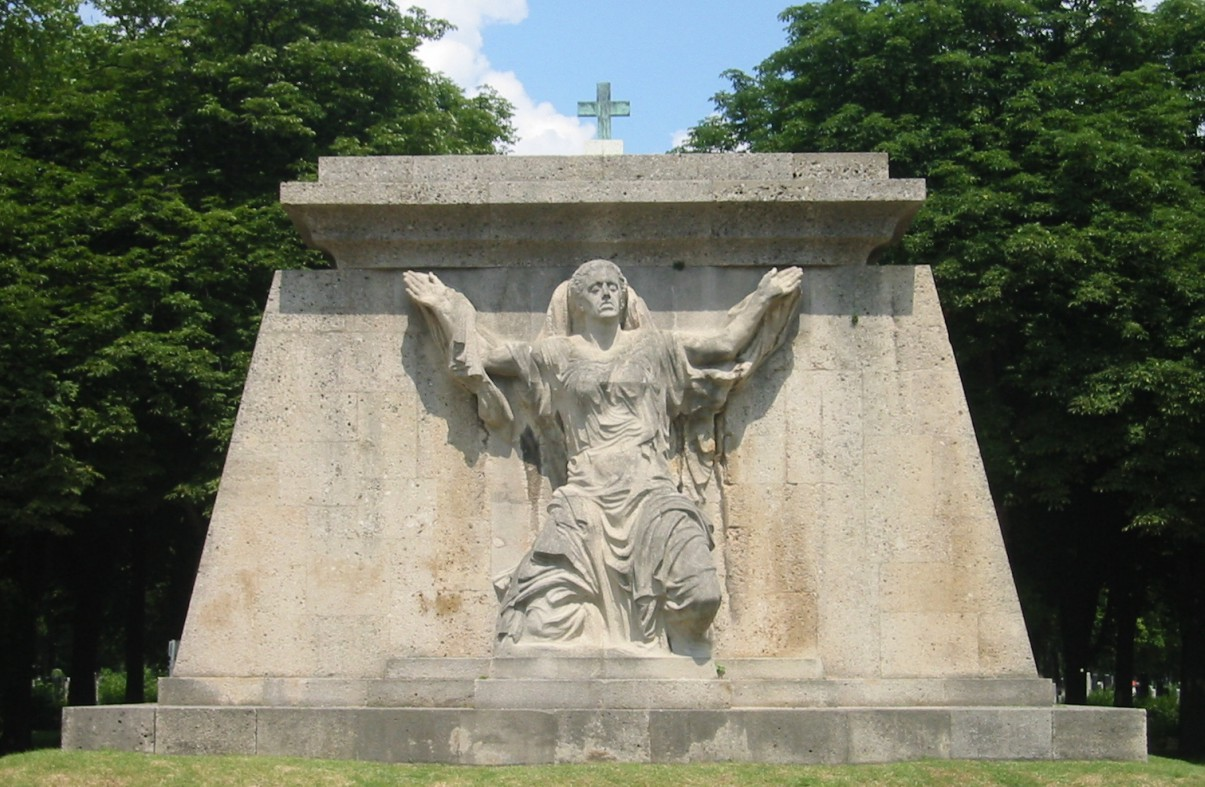
Kriegerdenkmal auf dem Wiener Zentralfriedhof

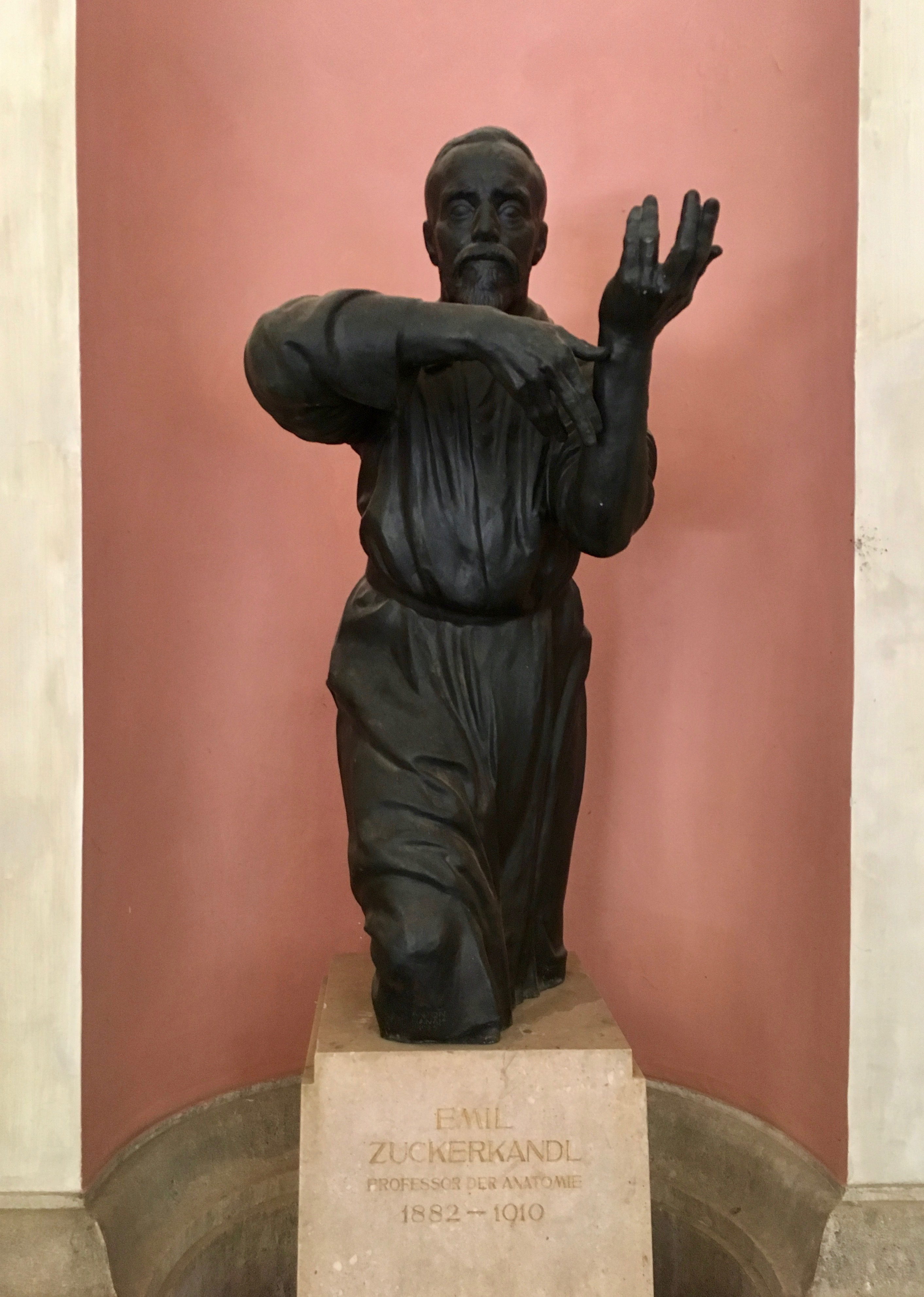
Denkmal für Emil Zuckerkandl im Arkadenhof der Universität Wien

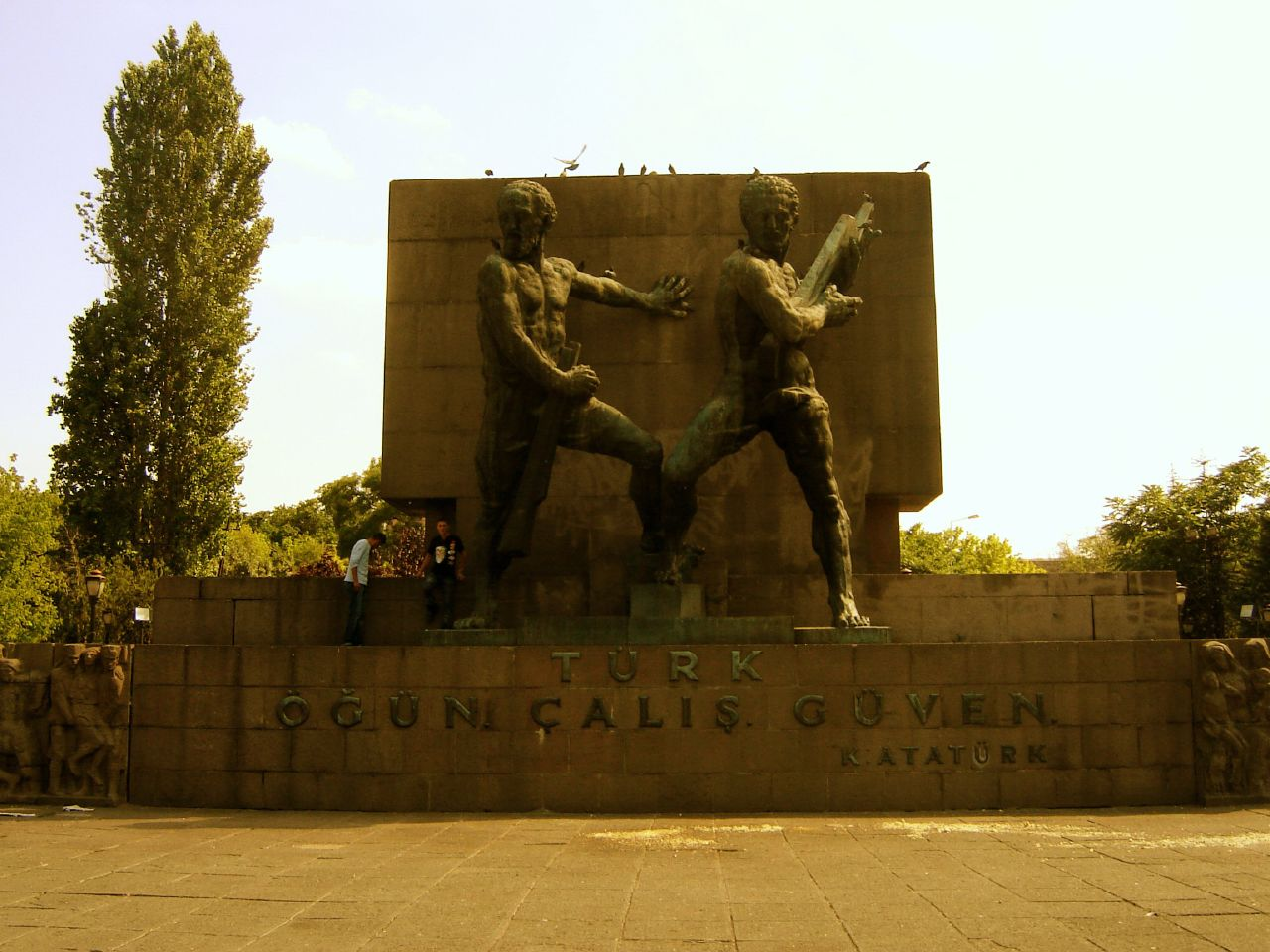
Das Denkmal des Vertrauens (Güven Anıtı) im Ankaraner Stadtteil Kızılay wurde 1936 fertiggestellt. Die zwei 5 Meter hohen Bronzefiguren wurden von Anton Hanak geschaffen. Entworfen wurde das Denkmal vom Architekten Clemens Holzmeister.

Hanak verbrachte seine Kindheit als Sohn eines Zimmermalers und Vergolders in Mähren, zeitweise war er bei seinen Großeltern untergebracht. Er kam 1889 nach Wien und lernte Schnitzen, Bildhauerei und Modellbauerei.
Hanak studierte bei Edmund Hellmer an der Wiener Akademie und war Mitglied der Wiener Secession und der Wiener Werkstätte sowie Gründungsmitglied des Österreichischen Werkbunds. Hanak war Lehrer an der Wiener Kunstgewerbeschule und ab 1932 Professor an der Wiener Akademie. Bei ihm lernten unter anderem Fritz Wotruba, Oskar Icha und Rudolf Reinhart. Mit der Grazer Künstlerin Rita Passini stand er zwischen 1913 und 1916 in Briefkontakt.
Seine Werke haben fast durchwegs visionär-symbolhaften Charakter mit gewisser Nähe zum Expressionismus, beispielsweise Der letzte Mensch von 1917 oder Der brennende Mensch von 1922.
Er schuf den skulpturalen Schmuck für mehrere Bauten Josef Hoffmanns (unter anderem Villa Skywa, Landhaus Primavesi, Landhaus Ast) sowie in den 1920er Jahren für Wohnbauten der Gemeinde Wien. Von ihm stammen auch zahlreiche Porträtbüsten und Denkmäler, unter anderem das 1925 errichtete Kriegerdenkmal Schmerzensmutter auf dem Wiener Zentralfriedhof und die Büste Victor Adlers für das Republikdenkmal.
Das letzte Kunstwerk, an dem Hanak gearbeitet hat, waren die Skulpturen für das monumentale „Emniyet-Denkmal“ in Ankara, für das er schon 1931 auf Vermittlung Clemens Holzmeisters die ersten Entwürfe angefertigt hatte und das schließlich von Josef Thorak bis 1936 fertiggestellt wurde.
Anton Hanak verstarb am 7. Jänner 1934 an einem Herzschlag und wurde in einem ehrenhalber gewidmeten Grab auf dem Hietzinger Friedhof (Gruppe 5, Nummer 120) beerdigt. Im 14. Wiener Gemeindebezirk Penzing wurde die Hanakgasse nach ihm benannt.
Im Langenzersdorf Museum befindet sich ein Bereich, der dem Schaffen Hanaks und seiner Schüler gewidmet ist.

## Schüler
Zu Hanaks Schülern zählen Fritz Wotruba (1926–1928), Angela Stadtherr (1917–1921), Adolf Treberer-Treberspurg (1929–1934), Heinz Leinfellner (1932–1934), Werner Seidl (1933–1934), Gustav Resatz, Hilde Uray (1923–1924), Franz Hagenauer, Ilse Pompe-Niederführ, Jakob Adlhart (1921–1923), Karl Bodingbauer (1923–1926), Othmar Jaindl, Josef Asböck, Roland von Bohr, Hans Domenig, Helene Koenig, Johann Scheibner, Rudolf Scherrer, Franz Budig, Anton Podzimek, Viktor Thoma, Josef Troyer, Franz Xaver Wirth, Kunibert Zinner, Rudolf Reinhart, Margarete Hanusch und Hans Baier.